# Patrick Laplace
Pour les articles homonymes, voir Laplace.
Patrick Laplace, est un comédien français spécialisé dans le doublage, né le 18 mars 1952.
Il a notamment prêté sa voix à Ralph Fiennes.
Il est le père de Margaux Laplace, elle aussi comédienne de doublage.

## Théâtre
- 1976 : Nina d'André Roussin, mise en scène Jean-Laurent Cochet, théâtre des Nouveautés

## Filmographie

### Cinéma
- 1982 : L'Étalon noir

### Télévision
- 1975 : Au théâtre ce soir : On croit rêver de Jacques François, mise en scène de l'auteur, réalisation Pierre Sabbagh, théâtre Édouard VII
- 1979 : Médecins de nuit de Bruno Gantillon, épisode : Légitime Défense
- 1979 : Le Comte de Monte-Cristo : Vicomte Albert de Morcerf
- 1985 : Messieurs les jurés, « L'Affaire Meigneux »
- 1998 : Les Vacances de l'amour : Jean (épisode "Tueur en série")
- 1999 : Sous le soleil : (Saison 5 - Épisode 7 : Un dernier contrat)
- 2010 : Les Diamants de la victoire de Vincent Monnet

## Doublage

### Cinéma

#### Longs métrages
- Ralph Fiennes dans (10 films) :
  - La Liste de Schindler (1993) : Amon Goeth
  - Spider (2002) : Spider
  - Génération Rx (2005) : le maire Michael Ebbs
  - Harry Potter et la Coupe de feu (2005) : Lord Voldemort
  - Harry Potter et l'Ordre du Phénix (2007) : Lord Voldemort
  - Le Choc des Titans (2010) : Hadès
  - Harry Potter et les Reliques de la Mort, partie 1 (2010) : Lord Voldemort
  - Harry Potter et les Reliques de la Mort, partie 2 (2011) : Lord Voldemort
  - La Colère des Titans (2012) : Hadès
  - The Invisible Woman (2013) : Charles Dickens

- Viggo Mortensen dans :
  - Le Choix d'une vie (1999) : Walker Jerome
  - 28 jours en sursis (2000) : Eddie Boone
  - Par-delà le bien et le mal (2008) : John Halder

- Willem Dafoe dans :
  - Affliction (1997) : Rolfe Whitehouse
  - eXistenZ (1999) : Gas
  - Les Anges de Boston 2 (2009) : Paul Smecker
- 1989 : Un flic à Chicago : Joey Rosselini (Adam Baldwin)
- 1993 : Madame Doubtfire : l'avocat de Daniel (Drew Letchworth)
- 1993 : Au nom du père : Paul Hill (John Lynch)
- 1994 : Tueurs nés : Mickey Knox (Woody Harrelson)
- 1994 : Les Évadés : Bogs Diamond (Mark Rolston)
- 1994 : Forrest Gump : Wesley (Geoffrey Blake)
- 1995 : Juste Cause : T.J. Wilcox (Christopher Murray)
- 1995 : Le Diable en robe bleue : Todd Carter (Terry Kinney)
- 1996 : Fantômes contre fantômes : Milton Dammers (Jeffrey Combs)
- 1996 : Albino Alligator : Law (William Fichtner)
- 1996 : Vengeance froide : Jerry Falgout (Tuck Milligan)
- 1996 : L'Effaceur : Sergei Ivanovich Petrofsky (Olek Krupa)
- 1997 : Sous pression : Lyle Wilder (Charlie Sheen)
- 1997 : Les Seigneurs de Harlem : Dutch Schultz (Tim Roth)
- 1997 : Cube : Rennes, alias « Le Roitelet » (Wayne Robson)
- 1997 : Alien, la résurrection : Dr Jonathan Gediman (Brad Dourif)
- 1997 : Postman : le maire (Tom Petty)
- 1997 : Le Monde perdu : Jurassic Park : Dieter Stark (Peter Stormare)
- 1998 : La Ligne rouge : le sergent McCron (John Savage)
- 1998 : Another Day in Paradise : Mel (James Woods)
- 1998 : Négociateur : l'agent du FBI Moran (Bruce Wright)
- 1998 : Ronin : Spence (Sean Bean)
- 1999 : Payback : Val Resnick (Gregg Henry)
- 1999 : Gloria : le reporter de télévision (Don Clark Williams)
- 1999 : Comedian Harmonists : Erwin Bootz (Kai Wiesinger)
- 1999 : Summer of Sam : Midnight (Michael Imperioli)
- 1999 : Komodo : Bracken (Simon Westaway)
- 1999 : Résurrection : Agent Wingate (Ray Vernon)
- 2000 : Les Initiés : Harry Reynard (Taylor Nichols)
- 2000 : Mission impossible 2 : Hugh Stamp (Richard Roxburgh)
- 2000 : Get Carter : Con McCarty (John C. McGinley)
- 2001 : Crocodile Dundee 3 : Arnan Rothman (Jere Burns)
- 2002 : Bibi Blocksberg, l'apprentie sorcière : Tom (Christian Nickel)
- 2007 : La Dernière Légion : Oreste (Iain Glen)
- 2008 : Punisher : Zone de guerre : le capitaine Ross (Ron Lea)
- 2018 : Calibre : Al (Cal MacAninch)
- 2020 : Eurovision Song Contest: The Story of Fire Saga : Victor Karlosson (Mikael Persbrandt)
- 2021 : Zone 414 (en) : Joseph Veidt (Jonathan Aris)

#### Films d'animation
- 1981[n 1] : Le Mystère de la troisième planète : le capitaine Jones
- 1983[n 2] : Golgo 13 : The Professional : le général Jeffreyson et Morreti
- 2010[n 3] : Evangelion: 2.0 You Can (Not) Advance : Ryoji Kaji

### Télévision

#### Téléfilms
- Ralph Fiennes dans : 
  - Page Eight (2011) : Alec Beasley
  - Turks and Caicos (2014) : Alec Beasley
  - Salting the Battlefield (2014) : Alec Beasley

- 1975 : Le Comte de Monte-Cristo : Girard (David Mills) et le 1er geôlier (Larry Dolgin)
- 2010 : Stonehenge Apocalypse : Docteur Trousdale (Peter Wingfield)

#### Séries télévisées
- Jack Wagner dans (6 séries) :
  - Melrose Place (1994-1999) : Dr Peter Burns (139 épisodes)
  - Sunset Beach (1997) : Jacques Dumont (3 épisodes)
  - Titans (2000) : Jack Williams (9 épisodes)
  - Amour, Gloire et Beauté (2003-2012) : Dominick « Nick » Marone
  - Monk (2009) : Perry Walsh (saison 8, épisode 10)
  - Castle (2013) : Billy Piper (saison 5, épisode 10)

- Timothy V. Murphy (en) dans (6 séries) :
  - Esprits criminels (2011) : Ian Doyle (6 épisodes)
  - Sons of Anarchy (2011-2013) : Galen O'Shay (11 épisodes)
  - NCIS : Los Angeles (2012-2013) : Isaak Sidirov (4 épisodes)
  - True Detective (2015) : Osip Agronov (saison 2)
  - Quantico (2018) : Conor Devlin (saison 3)
  - S.W.A.T. (2021-2022) : Arthur Novak (saison 5)

- Scott Patterson dans (5 séries) :
  - Gilmore Girls (2000-2007) : Luke Danes (154 épisodes)
  - Aliens in America (2007-2008) : Gary Tolchuk (18 épisodes)
  - 90210 Beverly Hills : Nouvelle Génération (2010) : Finnigan « Finn » Court (saison 2)
  - The Event (2010-2011) : Michael Buchanan (17 épisodes)
  - Gilmore Girls : Une nouvelle année (2016) : Luke Danes (mini-série)

- Tom Irwin dans :
  - Urgences (2005) : Gabriel Milner (saison 11, épisode 12)
  - Saving Grace (2007-2010) : le Père Johnny Hanadarko (19 épisodes)

- Richard Brake dans :
  - Mob City (2013) : Terry (5 épisodes)
  - Absentia (2017) : Conrad Harlow (saison 1)

- Deux flics à Miami : Jack Cragun (Kim Coates)
- 1987-1991 : 21 Jump Street : l'officier Douglas Penhall (Peter DeLuise) (86 épisodes)
- 1995-1998 . New York Police Blues : Dr Mondzac (Titus Welliver) (8 épisodes)
- 1998 : Oz : Chucky Pancamo (en) (Chuck Zito) (saison 2 seulement)
- 2001-2003 : Smallville : le shérif Ethan Miller (Mitchell Kosterman)
- 2007-2009 : Lost : Les Disparus : Howard Goodspeed (Doug Hutchison)
- 2009 : 24 Heures chrono : David Emerson (Peter Wingfield)
- 2014-2017 : Longmire : Chance Gilbert (Peter Stormare) (6 épisodes)
- 2014-2017 : Kingdom : Mark Dantzler (Kim Robillard) (6 épisodes)
- 2015 : Marvel : Les Agents du SHIELD : Luther Banks (Andrew Howard)
- 2015-2016 : Ballers : Hal (Patrick St. Esprit)
- 2016 : Le Maître du Haut Château : Hagan (Michael Hogan)
- 2019-2021 : Sex Education : Jakob Nyman (Mikael Persbrandt) (19 épisodes)
- 2020 : The Wilds : Tim Campbell, père de « Dot » (Greg Bryk) (saison 1, épisodes 1 et 3)
- 2020 : Tommy (en) : Lovell (Michael Cumpsty (en))

#### Séries d'animation
- 1982-1983[n 4] : The Super Dimension Fortress Macross : Konda et Roy Rokker (voix de remplacement)
- 1983-1984[n 4] : Mospeda : Corg et Romy (épisode 6)
- 1985[n 5] : Le Collège fou fou fou : Dan (voix de remplacement, épisode 21 à 24)
- 1985-1986 : MASK : Bruce Sato
- 1985-1986 : Jayce et les Conquérants de la lumière : le prince Akir (épisode 51) et Clark le robot (épisode 60)
- 1986 : SilverHawks : Steel Will
- 1986 : Les Aventures des Galaxy Rangers : voix diverses
- 1987[n 5] : Fraggle Rock... and Roll : Gobo
- 1987-1988 : Bécébégé : Hervé
- 1989-1992[n 6] : Patlabor : le capitaine Goto (voix de remplacement, épisode 19, 50 et 55 à 57)
- 1990-1991 : He-Man, le héros du futur : Hydron
- 1995-1996[n 7] : Neon Genesis Evangelion : Ryoji Kaji (2e doublage)
- 2000 : Batman, la relève : Karros (saison 3, épisode 4)

### Jeux vidéo
- 1996 : Harvester : Range Raider, Pat O'reilly, McKnight
- 1997 : Atlantis : Secrets d'un monde oublié : Servage et le chasseur de rats
- 2000 : Dark Project 2 : L'Âge de métal : Bort
- 2011 : Star Wars: The Old Republic : le commandant Harron Tavus
- 2012 : Dishonored : Morgan et Custis Pendleton
- 2015 : The Witcher 3: Wild Hunt : le révérend Nathaniel Pastodi, le Jarl Uldaryk et différents personnages
- 2017 : Assassin's Creed Origins : voix additionnelles